# Криулін Гліб Олександрович
Гліб Олександрович Криулін (4 липня 1923, село Велика Ока, тепер Мечетлінського району, Башкортостан, Російська Федерація — 19 квітня 1988, місто Мінськ, Білорусь) — радянський діяч, 1-й секретар Могильовського обласного комітету КП Білорусі, голова Могильовського облвиконкому, 1-й секретар ЦК ЛКСМ Білорусі, надзвичайний і повноважний посол СРСР у Корейській Народно-Демократичній Республіці. Кандидат у члени ЦК КПРС у 1966—1986 роках. Депутат Верховної ради Білоруської РСР 6—11-го скликань. Депутат Верховної Ради СРСР 7—9-го скликань.

## Життєпис
Народився в родині службовця. У 1941 році закінчив школу.
З серпня 1941 року — в Червоній армії. Служив у 72-му запасому полку Уральського військового округу, воював на Західному фронті, з 1942 року служив командиром спецгрупи та інструктором підривників у партизанських бригадах імені Чапаєва та імені Мельникова Полоцько-Лепельської партизанської зони. У 1943—1944 роках — старший інструктор Білоруського Штабу партизанського руху. Учасник німецько-радянської війни.
Член ВКП(б) з 1945 року.
У 1944—1946 роках — 1-й секретар Октябрського районного комітету ЛКСМ Білорусі міста Вітебська.
У 1946—1949 роках — 1-й секретар Вітебського міського комітету ЛКСМ Білорусі.
У 1949—1950 роках — секретар Вітебського обласного комітету ЛКСМ Білорусі.
У 1950 році закінчив Курси при ЦК ЛКСМ Білорусі.
У 1950—1954 роках — 1-й секретар Могильовського обласного комітету ЛКСМ Білорусі.
7 березня — 8 вересня 1954 року — секретар ЦК ЛКСМ Білорусі з кадрів.
8 вересня 1954 — 9 січня 1957 року — 2-й секретар ЦК ЛКСМ Білорусі.
У 1955 році закінчив Курси при ЦК ВЛКСМ, у 1956 році — заочно Вищу партійну школу при ЦК КПРС.
9 січня 1957 — 17 грудня 1959 року — 1-й секретар ЦК ЛКСМ Білорусі.
У грудні 1959 — лютому 1960 року — інспектор, у лютому 1960 — 1962 року — завідувач відділу адміністративних органів ЦК КП Білорусі, в 1962 році — завідувач відділу партійних органів ЦК КП Білорусі.
У 1962 — січні 1963 року — голова виконавчого комітету Могильовської обласної ради депутатів трудящих.
У січні 1963 — грудні 1964 року — голова виконавчого комітету Могильовської сільської обласної ради депутатів трудящих.
10 грудня 1964 — 7 серпня 1974 року — 1-й секретар Могильовського обласного комітету КП Білорусі.
8 серпня 1974 — 24 грудня 1982 року — надзвичайний і повноважний посол СРСР у Корейській Народно-Демократичній Республіці.
18 січня 1983 — 19 квітня 1988 року — міністр соціального забезпечення Білоруської РСР.
Помер 19 квітня 1988 року. Похований в місті Мінську.

## Звання
- майор

## Нагороди
- два ордени Леніна
- орден Жовтневої Революції (1973)
- орден Вітчизняної війни ІІ ст. (6.11.1985)
- два ордени Трудового Червоного Прапора (1958, 1983)
- орден Дружби народів
- орден Червоної Зірки (13.11.1942)
- орден «Знак Пошани»
- медаль «Партизанові Вітчизняної війни» 1-го ст.
- медаль «За перемогу над Німеччиною у Великій Вітчизняній війні 1941—1945 рр.»
- медалі
- надзвичайний і повноважний посол СРСР